# Anchusa cretica
Anchusa cretica là loài thực vật có hoa trong họ Mồ hôi. Loài này được Mill. mô tả khoa học đầu tiên năm 1768.